# Metalizer
Metalizer is het vierde studioalbum van de Zweedse metalband Sabaton. Het album was origineel opgenomen als hun debuutalbum (in 2002), maar werd vijf jaar later pas uitgebracht.

## Nummers

### Schijf 1
1. "Hellrider" - 3:42
2. "Thundergods" - 3:47
3. "Metalizer" - 4:06
4. "Shadows" - 3:28
5. "Burn Your Crosses" - 5:09
6. "7734" - 3:41
7. "Endless Nights" - 4:52
8. "Hail to the King" - 3:39
9. "Thunderstorm" - 3:08
10. "Speeder" - 3:45
11. "Masters of the World" - 4:01
12. "Jawbreaker" (Judas Priest-cover.) - 3:22

Re-Armed Edition (2010) bonusnummers:
1. "Jawbreaker" - 3:23
2. "Dream Destroyer" - 3:12
3. "Panzer Battalion (Demo)" - 5:01
4. "Hellrider (Live In Västerås 2006)" - 4:25

### Schijf 2
1. "Introduction" - 0:50
2. "Hellrider" - 3:48
3. "Endless Nights" - 4:49
4. "Metalizer" - 4:25
5. "Burn Your Crosses" - 5:23
6. "The Hammer Has Fallen" - 5:50
7. "Hail to the King" - 4:08
8. "Shadows" - 3:33
9. "Thunderstorm" - 3:10
10. "Masters of the World" - 4:00
11. "Guten Nacht" - 1:53
12. "Birds of War" - 4:52

## Personeel
- Joakim Brodén - Stem, keyboard
- Rickard Sundén - Gitaar
- Oskar Montelius - Gitaar
- Pär Sundström - Basgitaar
- Daniel Mullback - Drums